# Space-Dye Vest
«Space-Dye Vest» es la última pista del álbum Awake de la banda de metal progresivo Dream Theater. La letra y música son de la autoría de Kevin Moore y aunque se pensaba que nunca habría de ser tomada en cuenta para una presentación en vivo, Jordan Rudess anunció el viernes 22 de enero de 2011 en la página oficial de Dream Theater en Facebook que se presentará con James Labrie para tocarla en vivo en el Tarrytown Music Hall el domingo 23 de enero como gira de su propio proyecto aparte de Dream Theater.
La melodía principal de la canción aparece en tres pistas anteriores del álbum (The Mirror, Lifting Shadows Off a Dream y Scarred).

## Significado
Aunque la letra pareciera hablar de una relación duradera e intensa que es terminada abruptamente, Kevin Moore declaró sobre su fuente de inspiración de forma sorprendente.

"Estaba viendo un catálogo de ropa y vi una foto de una chica modelando(...) y me sentí enamorado de ella(...) y el minuto en el que estuve obsesionado con esa persona, era como '¿por qué estoy haciendo esto?', y me di cuenta de que lo estaba haciendo mucho últimamente. Y creo que la razón de eso(...) es que acababa de salir de una relación en la que, básicamente, me dejaron, y la situación era que no había terminado de dar todo lo que tenía, entonces solo lo tiraba a todos lados, sabes, apuntando a diferentes direcciones. Era un evidente caso de proyección, y esta canción es un intento de entenderlo y admitir que estaba algo perdido. Así que es una canción algo oscura. Y también un modo de catársis"